# Tephritoresta debilis
Tephritoresta debilis är en tvåvingeart som beskrevs av Erich Martin Hering 1942. Tephritoresta debilis ingår i släktet Tephritoresta och familjen borrflugor.
Artens utbredningsområde är Togo. Inga underarter finns listade i Catalogue of Life.